# Angerjärvi
Angerjärvi är en sjö vid finsk-ryska gränsen. Den finländska delen ligger i kommunen Kuusamo i landskapet Norra Österbotten i Finland. Sjön ligger 257,8 meter över havet. Arean är 55 hektar och strandlinjen är 5,27 kilometer lång. Sjön  ingår i Kems huvudavrinningsområde.   Den ligger omkring 230 kilometer öster om Uleåborg och omkring 690 kilometer norr om Helsingfors. 